# Roodbuikgrondkoekoek
De roodbuikgrondkoekoek (Neomorphus geoffroyi) is een vogel uit de familie Cuculidae (koekoeken). De vogel is genoemd naar de Franse natuuronderzoeker Étienne Geoffroy Saint-Hilaire.

## Verspreiding en leefgebied
Deze soort komt voor van Nicaragua tot Colombia en zuidelijk Brazilië en telt zes ondersoorten:
- N. g. salvini: van Nicaragua tot westelijk Colombia.
- N. g. aequatorialis: van zuidoostelijk Colombia tot noordelijk Peru.
- N. g. australis: zuidelijk Peru en noordwestelijk Bolivia.
- N. g. amazonicus: Pará (het noordelijke deel van Centraal-Brazilië ten zuiden van de Amazonerivier).
- N. g. geoffroyi: Bahia (oostelijk Brazilië).
- N. g. dulcis: zuidoostelijk Brazilië.

## Status
De grootte van de populatie is in 2021 geschat op 63-127 duizend volwassen vogels. Op de Rode lijst van de IUCN heeft deze soort de status niet bedreigd.  